# Большой ксенозавр
Большой ксенозавр (лат. Xenosaurus grandis) — вид ящериц, крупнейший представитель рода Настоящие ксенозавры из семейства Ксенозавров. Имеет 5 подвидов.
Общая длина достигает 24 см. Имеет очень большую голову, плоское тело, очень тонкий и округлый хвост. Окраска спины бурого цвета с желтовато-коричневыми пятнами, окраска головы однородная. Конечности мощные и крепкие. Чешуя мелкая. Спина покрыта многочисленными бугорками.
Любит влажные тропические леса, предгорья. Хорошо лазает по камнями и скалам. Скрывается под камнями и среди деревьев, иногда в дуплах. Активен ночью. Питается термитами, муравьями, иногда мелкими млекопитающими, цветами растений и фруктами. Наибольшими врагами этого ксенозавра являются орлы. При опасности широко открывает рот; укус большого ксенозавра может быть опасным.
Это яйцеживородящая ящерица. Самка рождает 2—3 детенышей размером до 4 см.
Живет в юго-восточной Мексике и Гватемале.